# Bonia
Bonia — рід тропічних рослин триби бамбуки (Bambuseae) родини тонконогових (Poaceae). Налічує приблизно 5 видів.

## Поширення
Представники цього роду зростають в Азії. Це країни Китай і В'єтнам.

## Таксономія
Рід Monocladus (L.C.Chia & H.L.Fung) був переведений в теперішній старший синонім Bonia, який іноді вважають синонімом роду Bambusa.

## Види
- Bonia amplexicaulis (L.C. Chia, H.L. Fung & Y.L. Yang) N.H. Xia
- Bonia levigata (L.C. Chia, H.L. Fung & Y.L. Yang) N.H. Xia
- Bonia parvifloscula (W.T. Lin) N.H. Xia
- Bonia saxatilis (L.C. Chia, H.L. Fung & Y.L. Yang) N.H. Xia
- Bonia tonkinensis Balansa